# بنژامن زی اوندو
بنژامن زی اوندو (انگلیسی: Benjamin Zé Ondo؛ زادهٔ ۱۸ ژوئن ۱۹۸۷) بازیکن فوتبال اهل گابن است.
از باشگاه‌هایی که در آن بازی کرده‌است می‌توان به باشگاه فوتبال وفاق سطیف اشاره کرد.
وی همچنین در تیم ملی فوتبال گابن بازی کرده‌است.